# Sergio González Soriano
Sergio González Soriano (Hospitalet de Llobregat, Barcelona, España, 10 de noviembre de 1976) es un exfutbolista y entrenador español. Jugó de centrocampista y actualmente se encuentra sin club. 
Es el sexto jugador con más partidos  oficiales disputados en la historia del  Real Club Deportivo de La Coruña.

## Trayectoria como jugador
Fue fichado por el CE L'Hospitalet en 1994, de donde dio el salto al filial RCD Espanyol al año siguiente. Debutó en Primera División con el Espanyol en 1998, ante el CD Tenerife. Desde la temporada 2001/02 milita en las filas del Real Club Deportivo de La Coruña, al que llegó por un montante de 17 millones de euros, hasta hoy, el fichaje más caro del club coruñés en toda su historia.
Sergio cuenta en su haber con dos Copas del Rey (2000 y 2002) y una Supercopa de España (2002). Destacable es también su papel en la consecución de la Copa del Rey del 2002, marcando el primer gol del partido al Real Madrid en el conocido como Centenariazo, en el que los merengues no pudieron celebrar la consecución de la Copa el mismo día de su centenario y en su propio estadio. En la Copa del Rey de 2000 también logró anotar el gol de la victoria por dos goles a uno.
Al finalizar la temporada 2009/10 con el Deportivo queda libre. El 22 de julio de 2010 se anuncia su fichaje por el Levante Unión Deportiva para la temporada 2010/11. Tras una buena primera vuelta en que jugó regularmente y anotó dos goles importantes, desde el mes de enero no volvió a jugar ningún minuto por problemas con lesiones. El 31 de agosto de 2011, a pocos minutos del cierre el mercado de traspasos, se desvincula del club granota.
Colgó las botas después de cuajar una gran temporada en el conjunto granota.

## Trayectoria como entrenador
RCD Espanyol "B"
A principios de 2014, Sergio González debutó como técnico, haciéndose cargo del Espanyol B. Logró alejar al filial blanquiazul de los puestos de descenso y lo dejó en 8.ª posición del grupo de Segunda División B.
RCD Espanyol
El 27 de mayo de 2014, Sergio González pasó a entrenar al primer equipo del RCD Espanyol. En su estreno como entrenador de la máxima categoría, llevó al equipo a una cómoda permanencia, finalizando 10.º con 49 puntos en la Liga 2014-15, y alcanzó las semifinales de la Copa del Rey. Fue destituido el 14 de diciembre de 2015, tras una derrota contra el Celta de Vigo que dejaba al conjunto blanquiazul como 12.º clasificado con 17 puntos en 15 jornadas de Liga.
Real Valladolid
El 10 de abril de 2018, Sergio González firmó por el Real Valladolid hasta final de temporada, sustituyendo a un Luis César Sampedro, que había dejado al equipo vallisoletano como 11.er clasificado, a 3 puntos de los puestos de promoción de ascenso a Primera División, después de 34 jornadas de Liga. El 16 de junio de 2018 logró el ascenso a Primera División después de dos últimos meses de liga sobresalientes con el equipo blanquivioleta, eliminando en los "play-off" de ascenso a Sporting de Gijón (3-1, 2-1) y Numancia (0-3, 1-1).
Tras el ascenso, comenzó la temporada 2018-19 al frente del Real Valladolid en Primera División. El 19 de septiembre de 2018, renovó su contrato con el club hasta 2020.
En su regreso a la élite, el conjunto pucelano logró la permanencia al terminar en 16.ª posición, con 41 puntos. El 5 de diciembre de 2019, Sergio González amplió nuevamente su contrato con la entidad, antes de volver a mantener al equipo en la élite. El 23 de mayo de 2021, un día después de confirmarse el descenso del Real Valladolid a Segunda División, fue destituido.
Cádiz C. F.
El 11 de enero de 2022, se incorporó al Cádiz C. F. de la Primera División de España tras la destitución de Álvaro Cervera. Tras completar una segunda vuelta impresionante, con 25 puntos en 17 partidos, logró la permanencia para los gaditanos en la última jornada, terminando 17.º con 39 puntos, y renovando un año más su contrato. El Cádiz consiguió, con Sergio en el banquillo, importantes gestas,  como ganar al F.C. Barcelona por primera vez en la historia del club andaluz, en el Camp Nou, algo inédito hasta entonces para los andaluces.
El 20 de enero de 2024, fue destituido al no conseguir ninguna victoria en los 17 últimos partidos, dejando al equipo gaditano en puestos de descenso.

## Selección nacional
Ha sido internacional con la Selección de fútbol de España en 11 ocasiones. Debutó el 24 de marzo de 2001 en un partido de clasificación para el Mundial de 2002 ante el combinado de Liechtenstein de la mano de José Antonio Camacho cuando militaba en las filas del Espanyol. Participó en el Mundial de Corea y Japón de 2002, así como en la clasificación para la Eurocopa 2004 de Portugal.

### Participaciones en Copas del Mundo
| Mundial           | Sede          | Resultado        |
| ----------------- | ------------- | ---------------- |
| Mundial de Fútbol | Corea y Japón | Cuartos de final |

## Selección Autonómica de Cataluña
Jugador con más partidos disputados con la selección catalana (15 veces). Además, ha sido seleccionador catalán en 2015.

## Estadísticas

### Como jugador
| Club             | País   | Periodo | Liga PJ (G) | Copa PJ (G) | Eur. PJ (G) |
| ---------------- | ------ | ------- | ----------- | ----------- | ----------- |
| CE L'Hospitalet  | España | 1994/95 | 11 (2)      | 0 (0)       | –           |
| RCD Espanyol "B" | España | 1995/96 | 36 (4)      | –           | –           |
| RCD Espanyol "B" | España | 1996/97 | 34 (2)      | –           | –           |
| RCD Espanyol "B" | España | 1997/98 | 30 (5)      | –           | –           |
| RCD Espanyol     | España | 1997/98 | 6 (1)       | 0 (0)       | –           |
| RCD Espanyol     | España | 1998/99 | 34 (0)      | 4 (1)       | 2 (0)***    |
| RCD Espanyol     | España | 1999/00 | 32 (0)      | 9 (1)       | 0 (0)***    |
| RCD Espanyol     | España | 2000/01 | 38 (4)      | 6 (0)       | 6 (2)*      |
| RC Deportivo     | España | 2001/02 | 38 (4)      | 4 (1)       | 10 (1)      |
| RC Deportivo     | España | 2002/03 | 37 (3)      | 6 (1)       | 10 (0)      |
| RC Deportivo     | España | 2003/04 | 37 (3)      | 3 (0)       | 14 (1)      |
| RC Deportivo     | España | 2004/05 | 34 (3)      | 2 (0)       | 5 (2)       |
| RC Deportivo     | España | 2005/06 | 36 (3)      | 6 (1)       | 6 (1)***    |
| RC Deportivo     | España | 2006/07 | 28 (2)      | 5 (1)       | –           |
| RC Deportivo     | España | 2007/08 | 32 (5)      | 2 (2)       | –           |
| RC Deportivo     | España | 2008/09 | 28 (4)      | 1 (0)       | 10 (1)**    |
| RC Deportivo     | España | 2009/10 | 24 (0)      | 3 (0)       | –           |
| Levante UD       | España | 2010/11 | 14 (2)      | 2 (1)       | –           |

Notas
- (*) En competición europea las temporadas 2000/01 y 2008/09 corresponden a la Copa de la UEFA.
- (**) En competición europea la temporada 2008/09 corresponde a la Copa de la UEFA más un partido de la Copa Intertoto 2008.
- (***) En competición europea las temporadas 1998/99, 1999/00, 2005/06 y 2008/09 corresponden a la Copa Intertoto de la UEFA.
- Además ha disputado 4 partidos de Supercopa de España, correspondientes a los dos de la Supercopa de 2000 y los de la Supercopa de 2002, no habiendo anotado ningún gol.

### Como entrenador
| Club                            | País   | Año           | P   | PG | PE  | PP  | Rendimiento |
| ------------------------------- | ------ | ------------- | --- | -- | --- | --- | ----------- |
| RCD Espanyol B (2.º entrenador) | España | 2013          | 22  | 5  | 7   | 10  | 33.34%      |
| RCD Espanyol B                  | España | 2014          | 17  | 9  | 6   | 2   | 64.7%       |
| Selección de Cataluña           | España | 2013 - 2014   | 2   | 1  | 1   | 0   | 50%         |
| R. C. D. Espanyol               | España | 2014-2015     | 62  | 22 | 14  | 26  | 43.01%      |
| Selección de Cataluña           | España | 2016-presente | 3   | 1  | 1   | 1   | 44.44%      |
| Real Valladolid                 | España | 2018-2021     | 137 | 38 | 46  | 53  | 38.93%      |
| Cádiz CF                        | España | 2022 - 2024   | 82  | 19 | 29  | 34  | 34.96%      |
| Total                           | Total  | Total         | 324 | 94 | 104 | 126 | 39.71%      |

## Palmarés

### Campeonatos nacionales
| Título              | Club         | País   | Año  |
| ------------------- | ------------ | ------ | ---- |
| Copa del Rey        | RCD Espanyol | España | 2000 |
| Copa del Rey        | RC Deportivo | España | 2002 |
| Supercopa de España | RC Deportivo | España | 2002 |